# (6731) Hiei
(6731) Hiei (1992 BK) – planetoida z pasa głównego asteroid okrążająca Słońce w ciągu 4,29 lat w średniej odległości 2,64 j.a. Odkryta 24 stycznia 1992 roku.